# زره در
زره در، روستایی از توابع بخش مرکزی شهرستان دماوند در استان تهران است ست.
ت

## جمعیت
این روستا در دهستان تاررود قرار دارد و براساس سرشماری مرکز آمار ایران در سال ۱۳۸۵، جمعیت آن ۱۳۴ نفر (۳۶خانوار) بوده‌است.

### زبان
مردم این روستا از قومیت طبری هستند و به زبان طبری دماوندی که گویشی از زبان مازندرانی می‌باشد صحبت می‌کنند.